# Danh sách hiệu kỳ tại Triều Tiên
Cờ Dưới đây là danh sách các loại cờ từng được dùng làm hiệu kỳ của các tổ chức chính trị - xã hội cấp quốc gia tại Triều Tiên (bao gồm 2 chế độ độc lập là Cộng hòa Dân chủ Nhân dân Triều Tiên và Đại Hàn Dân quốc) tồn tại trong lịch sử, được các tài liệu độc lập và có uy tín ghi nhận: